# Julius-Ambrosius-Hülße-Gymnasium

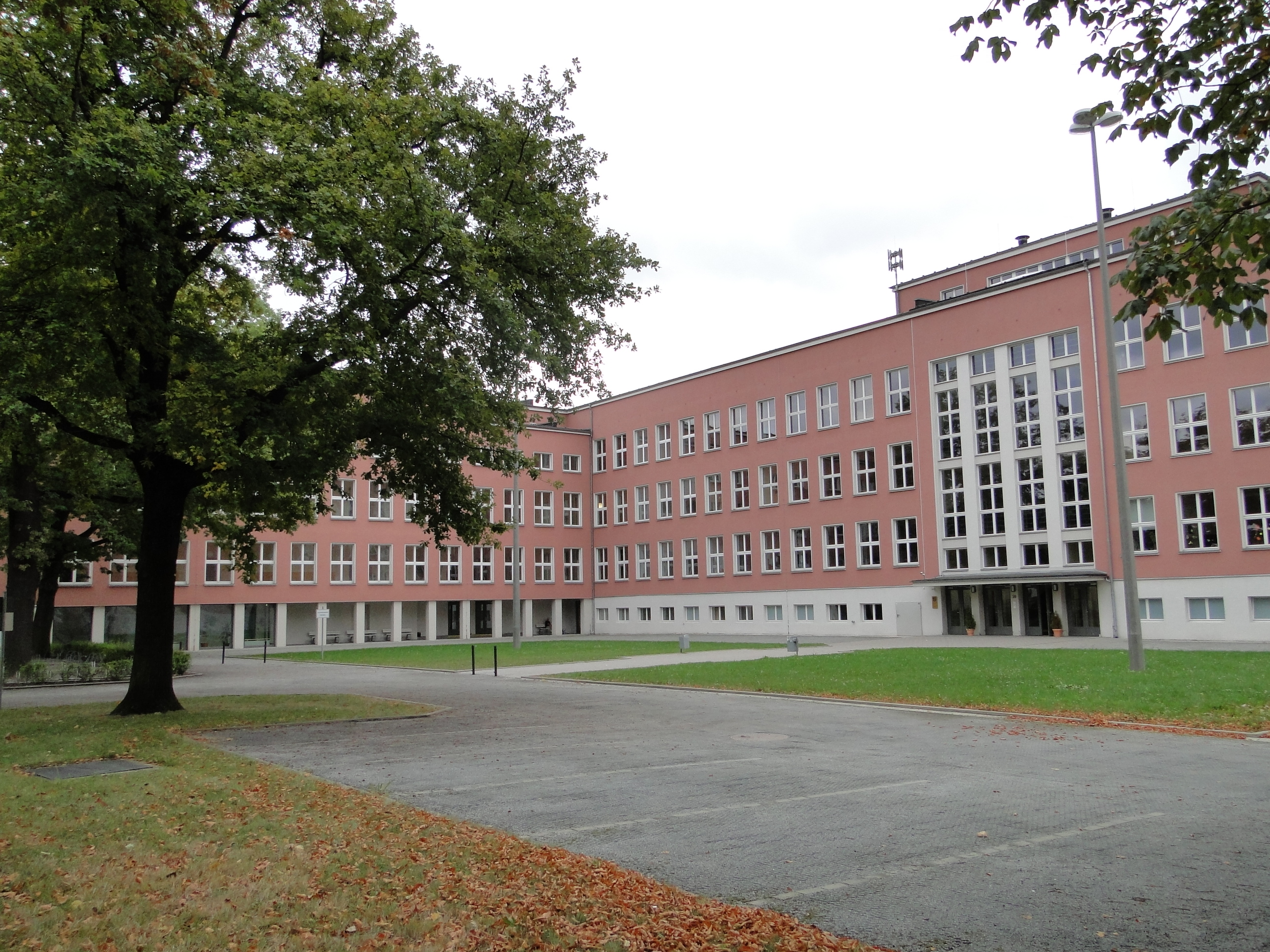
Julius-Ambrosius-Hülße-Gymnasium

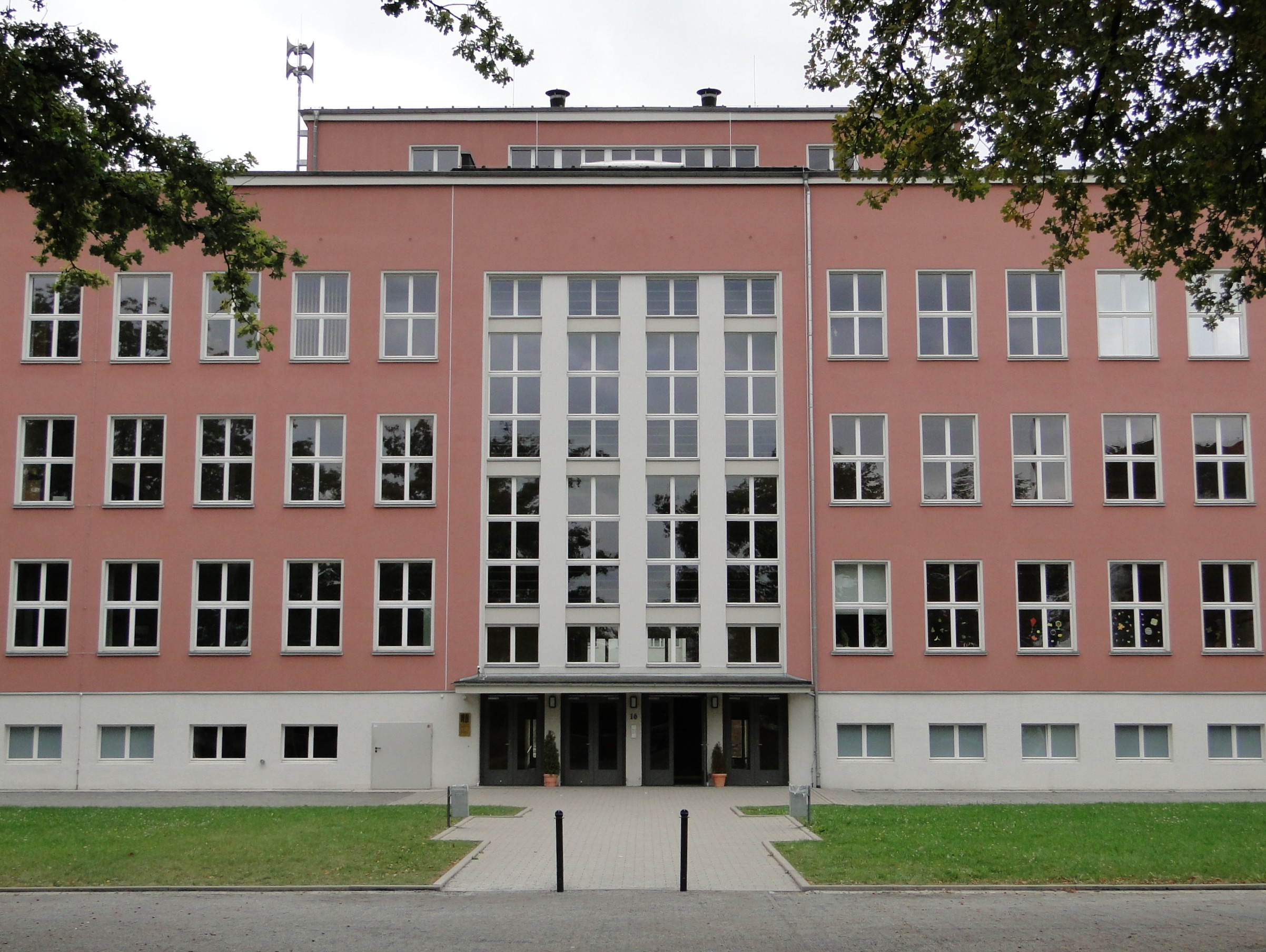
Eingangsbereich

Das Julius-Ambrosius-Hülße-Gymnasium (JAH) ist ein Gymnasium in Dresden. Das 1929 errichtete Schulgebäude befindet sich an der Hülßestraße 16 im Stadtteil Prohlis an der Grenze zu Reick.
Die Schule wurde 1994 nach dem Mathematiker, Techniker und Reformpädagogen Julius Ambrosius Hülße benannt, der 1850 als zweiter Direktor der Königlich-Technischen Bildungsanstalt Sachsen, dem Vorläufer der TU Dresden, vorstand und bereits Namensgeber der Hülßestraße war. Die Schule besteht – zunächst als Gymnasium Dresden-Reick – seit 1992.
Das Motto der Schule lautet: „JAH – hier lernen wir!“. 
Schulleiterin ist Cornelia Hiller.
Es werden ein naturwissenschaftliches, ein sprachliches und ein künstlerisches Profil angeboten.
Als zweite Fremdsprache werden Französisch, Russisch oder Spanisch, als dritte Fremdsprache wird Latein angeboten.

## Gebäude
Das von Paul Wolf entworfene, 1929 als modernstes Schulgebäude Europas eröffnete und heute denkmalgeschützte Gebäude an der Hülßestraße 16 wurde auf einem nach Norden offenen u-förmigen Grundriss errichtet, wobei Paul Wolf als Vertreter eines „sehr nüchternen, an der Neuen Sachlichkeit des Bauhauses orientierten Stils“ galt. Der Bau gilt als Beispiel für die Architektur des Neuen Bauens und als „Triumph der Neuen Sachlichkeit“. Das Gebäude ist dreigeschossig und besteht aus drei Bauten, einem Mittel- und zwei Seitenbauten. Der Mittelbau steht senkrecht zur Längsachse der Wohnbauten entlang der Tornaer Straße. Dieser wird von zwei Seitenbauten flankiert. Im westlichen Seitenbau wurden die ehemaligen übereinanderliegenden Turnhallen umgebaut, nachdem parallel zur Tornaer Straße die neue Dreifeldsporthalle fertiggestellt wurde. In die Turnhallen wurden analog zu den Etagen neue Geschossebenen eingezogen und zu Klassenzimmern umgebaut. Hinzu wurde ein Personenaufzug mit audioaktivem System für Hörgeschädigte eingerichtet. Außerdem wurde der sich im Sockel befindende Speisesaal erweitert, an den sich die eigene Cafeteria anschließt. Horizontale Fensterbänder gliedern die Fassade, während das Treppenhaus und der Haupteingang durch vertikale Fensterbänder gegliedert wird. Sportplätze und Grünflächen bestimmen das Areal um das Schulgebäude.
Die Ecken des Gebäudes an der Rückseite waren wie Türme mit offenen Loggien gestaltet. Deutlich war an dem Gebäude des Dresdner Gymnasiums die baulichen Umsetzung der „damals revolutionären Stadttheorien des Licht-Luft-Sonne Prinzips“ zu erkennen, ähnlich der Kinderklinik Dresden-Johannstadt. So gab es in jedem dieser Türme bis 1945 drei übereinanderliegende Loggien, die als „offene Freiluftunterrichtsräume“ dienten.

## Profile
Ab der 8. Klasse ist es möglich, zwischen den Profilen Naturwissenschaftliches Profil (NaWi), Künstlerisches Profil (KüPro), Topoi (Landschaftsgestaltung) oder der 3.Fremdsprache Latein ebenso wie Altgriechisch zu wählen.